# David Kennedy (gitarrist)
David James Kennedy, född 8 juli 1976, är en amerikansk gitarrist och låtskrivare.
Han är medlem i alternativ rock-bandet Angels & Airwaves och spelar på bandets alla album utom The Dream Walker från 2014. Han var även med i bandet Box Car Racer, ett sidoprojekt till blink-182, som David Kennedy bildade med blink-182-medlemmarna Tom DeLonge och Travis Barker. Andra band han spelat i är Hazen Street från New York, Over My Dead Body från San Diego och Overflow Crowds Band.
David Kennedy tog en paus från musiken 2014 för att koncentrera sig på James Coffee Co, ett kafé i San Diego som han är delägare i. 18 april 2018 kungjorde Tom DeLonge på Instagram att Kennedy och basisten Matt Wachter hade återvänt till Angels & Airwaves.

## Diskografi
Med Angels & Airwaves
- We Don't Need to Whisper (2006)
- I-Empire (2007)
- Love (2010)
- Love: Part Two (2011)

Med Box Car Racer
- Box Car Racer (2002)

Med Hazen Street
- Hazen Street (2004)

Solo
- No Runners (2012)